# تست استرس انقباضی
تست استرس انقباضی (CST) آزمایشی است که در اواخر بارداری (هفته 34 بارداری) برای تعیین میزان فعالیت جنین و تعداد ضربان قلب او با ایجاد یک سری انقباض های القایی توسط پزشک انجام می شود. در واقع هدف ایجاد القای خارجی و نظارت بر حرکت های جنین، بررسی ضربان قلب جنین است و اینکه جنین توانایی دریافت اکسیژن را طی انقباض رحم که لازمه اصلی زایمان است، دارد.
در طی انقباض رحمی، اگر اکسیژن رسانی جنین پایین باشد باعث کاهش ضربان قلب او خواهد شد. این امر موجب افزایش احتمال خطر مرگ، عقب ماندگی و سایر ناهنجاری ها هنگام تولد می شود. به همین دلیل در این آزمایش به‌صورت مصنوعی انقباض ها را ایجاد می کنند تا دقیقاً مشخص شود که در حین انقباض رحم هنگام زایمان میزان ضربان جنین نرمال است یا خیر.

## موارد کاربرد
این تست برای همه مادران باردار تجویز نمی‌شود. معمولاً در مادرانی که عوامل پرخطر زیر را دارند، توصیه میشود: 
- احتمال زایمان زودرس
- جفت سرراهی
- نارسایی دهانه رحم
- حاملگی چند قلویی
- مشکوک بودن به داشتن برش عمودی زیاد (کلاسیک) در سزارین قبلی

افرادی که به دلایل مختلف مانند عمل های جراحی در رحم جای زخم و اسکار دارند و یا میومکتومی انجام داده اند نباید این تست را انجام دهند. به طور کلی اگر عاملی وجود دارد که اجازه نمی‌دهد فرد زایمان طبیعی داشته باشد این تست باید با احتیاط انجام شود و یا اصلاً انجام نشود.

## چگونگی انجام
برای انجام این تست در مطب پزشک دو کمربند مخصوص به دور شکم بسته شده و بعد روی تخت دراز می کشید. یکی از کمربندها با استفاده از سنسورهای مخصوص، ضربان قلب جنین را اندازه گیری می کند و دیگری انقباض های رحمی را کنترل خواهد کرد. اگر انقباض های طبیعی رحم برای انجام تست به اندازه کافی نباشد پزشک دوز پایینی از داروی محرک اکسی توسین را در بازوی شما تزریق می کند تا تعداد انقباض ها را افزایش دهد. روش دیگر افزایش انقباض این است که پزشک از شما می خواهد نوک سینه ها را مالش دهید تا انقباض رحمی به طور طبیعی بیشتر شوند.
اگر حداقل 3 انقباض در 10 دقیقه حاصل نشود، بیمار 5 دقیقه استراحت می کند و نوک پستان دیگر تحریک می شود. سپس پزشک منتظر می ماند تا مانیتور تعداد انقباض ها و ضربان قلب جنین را ثبت کند. این آزمایش حدود دو ساعت طول می کشد و افزایش انقباض ها می تواند کمی شما را اذیت کند.
این تست معمولاً بی خطر است، اما گاهی وقت ها باعث زایمان زودرس می شود. البته برای زنانی که جفت سرراهی، خطر پارگی رحم و یا سابقه سزارین دارند، خطرناک تر است. پزشک قبل از آزمایش به شما کمک می کند تا مزایا و خطرها را بسنجید و بعد آزمایش را انجام دهید.

## نتایج تست
اگر در هنگام انقباض ضربان قلب کودک شما کاهش یابد، می تواند نشانه وجود مشکلی باشد. در این صورت پزشک شما ممکن است آزمایش های بیشتری را تجویز کند. گاهی نیز، بهترین گزینه زایمان زودرس است. اگر ضربان قلب کودک شما در طول تست طبیعی باشد، یعنی مشکلی وجود ندارد. با این حال گاهی پزشک برای اطمینان بیشتر ممکن است تست را مجدداً تکرار کند.